# Несуч 3
Несуч 3 (англ. Nesuch 3) — індіанська резервація в Канаді, у провінції Британська Колумбія, у межах регіонального округу Сквоміш-Лілует.

## Населення
За даними перепису 2016 року, індіанська резервація нараховувала 138 осіб, показавши зростання на 25,5%, порівняно з 2011-м роком. Середня густина населення становила 29,1 осіб/км².
З офіційних мов обидвома одночасно не володів жоден з жителів, тільки англійською — 135. Усього 10 осіб вважали рідною мовою не одну з офіційних, з них усі — одну з корінних мов.
Працездатне населення становило 30,4% усього населення, рівень безробіття — 28,6%.

## Клімат
Середня річна температура становить 6,6°C, середня максимальна – 19,8°C, а середня мінімальна – -10°C. Середня річна кількість опадів – 1 047 мм.
| Клімат поселення                              | Клімат поселення | Клімат поселення | Клімат поселення | Клімат поселення | Клімат поселення | Клімат поселення | Клімат поселення | Клімат поселення | Клімат поселення | Клімат поселення | Клімат поселення | Клімат поселення | Клімат поселення |
| Показник                                      | Січ.             | Лют.             | Бер.             | Квіт.            | Трав.            | Черв.            | Лип.             | Серп.            | Вер.             | Жовт.            | Лист.            | Груд.            |                  |
| Середній максимум, °C                         | 2,33             | 5,85             | 8,68             | 12,24            | 16,20            | 19,75            | 19,48            | 19,76            | 15,69            | 10,06            | 4,03             | 0,38             |                  |
| Середня температура, °C                       | −3,84            | −0,32            | 2,50             | 6,06             | 10,02            | 13,59            | 16,41            | 16,70            | 12,63            | 6,98             | 0,97             | −2,68            |                  |
| Середній мінімум, °C                          | −10,01           | −6,5             | −3,67            | −0,11            | 3,86             | 7,40             | 13,34            | 13,63            | 9,58             | 3,92             | −2,1             | −5,74            |                  |
| Норма опадів, мм                              | 146              | 91               | 80               | 59               | 53               | 50               | 42               | 42               | 54               | 127              | 162              | 141              |                  |
| Середньомісячна швидкість вітру, м/с          | 1.79             | 1.85             | 2.12             | 2.31             | 2.23             | 2.21             | 2.06             | 1.86             | 1.68             | 1.78             | 1.86             | 1.74             |                  |
| Середньомісячна сонячна радіація, кДж/м²·день | 3025             | 5961             | 10157            | 15162            | 18865            | 20382            | 21404            | 18241            | 12831            | 6991             | 3303             | 2335             |                  |
| --------------------------------------------- | ---------------- | ---------------- | ---------------- | ---------------- | ---------------- | ---------------- | ---------------- | ---------------- | ---------------- | ---------------- | ---------------- | ---------------- | ---------------- |
| Джерело:                                      |                  |                  |                  |                  |                  |                  |                  |                  |                  |                  |                  |                  |                  |